# 出光元
出光 元（いでみつ げん、1935年7月14日 - 2017年8月8日）は、日本の男性俳優、声優。佐賀県出身。
2017年8月8日、肺腺癌のため死去。82歳没。

## 出演

### テレビドラマ
- 三匹の侍（CX）※東光生名義
  - 第4シリーズ 第13話「抜け忍非情」（1966年） - 忍者・かすみ
  - 第5シリーズ 第11話「罠」（1967年） - 伝次
  - 第6シリーズ 第3話「裂けた風」（1968年） - 疵六
- コメットさん（TBS / 国際放映）※東光生名義
  - 第1話「星から来たお手伝い」（1967年） - 先生
  - 第69話「ラブレターでガッポ、ガッポ!」（1968年） - 正夫
- 青空にとび出せ! 第15話「こそこそバンバン」（1969年、TBS / 国際放映）※東光生名義
- 緊急指令10-4・10-10 第20話「宇宙から来た暗殺者」（1972年、NET / 円谷プロ） - 石塚文夫※東光生名義
- 隼人が来る 第11話「嵐を呼ぶ密書」（1972年、CX / 東映）※東光生名義
- 地獄の辰捕物控 第26話「恋女房に十手を賭けた」（1973年、NET / 東映） - 儀助　※東光生名義
- ファイヤーマン 第15話「ベルダー星M13号指令」（1973年） - 荘吉 ※東光生名義
- 雑居時代 第6話「青春は冒険の季節」（1973年、NTV） - 東 ※東光生名義
- 非情のライセンス 第1シリーズ（1973年 - 1974年、NET / 東映） - 大西刑事　※東晃声名義
- アイフル大作戦（TBS / 東映）
  - 第22話「ゲタゲタ笑う墓の下のガイ骨」（1973年）
  - 第38話「バラン・ドロン殺人事件」（1973年）※東晃声名義
- 右門捕物帖 第27話「おんな陶模」(1974年、NET / 東映）
- バーディ大作戦 第50話「神出鬼没! おしゃれ泥棒」（1975年、TBS / 東映）
- Gメン'75（TBS / 東映）
  - 第3話「警官殺し!」（1975年） - 情報屋
  - 第33話「1月3日・関谷警部補 殉職」（1976年） - 中川貢
  - 第47話「終バスの女子高校生殺人事件」（1976年） - 中武バス運転手
  - 第53話「殺人ドライブの謎」（1976年） - 「Sauzauie B」社長
  - 第79話「24749の死体」（1976年） - 鎌田カンスケ
  - 第92話「女の留置場」（1977年） - 八百屋の主人
  - 第98話「女子大生の中のニセ刑事」（1977年） - 沼田
  - 第123話「野球場ナイター殺人事件」、第124話「極秘作戦逆探知」（1977年） - 志村
  - 第134話「移動交番爆破事件」（1977年） - 強盗犯
  - 第174話「母ちゃんは地獄へ行け!」（1978年） - 借金取り
  - 第286話「スカート切り裂き魔」（1980年） - 交番の巡査
  - 第297話「ラッシュアワーに動く指」（1981年） - 城西署捜査三課長
  - 第311話「裸の女の死体を運ぶ刑事」（1981年） - 城西署捜査主任
  - 第321話「キャンピングカーに乗った老婆」・第322話「キャンピングカーに乗った老婆 PART2」（1981年） - 横森駐在
  - 第327話「マイホーム親と子の殺し合い事件」（1981年） - 梨田レポーター
  - 第333話「悪魔を呼ぶ子供」（1981年） - TVアナウンサー
  - 第339話「金髪の女スリ学校」（1981年） - 横浜西署捜査主任
  - 第342話「ストッキング絞殺事件」（1981年） - 焼き芋屋
  - 第354話「吾輩は人喰い猫である」（1982年） - 犬飼刑事
  - Gメン'82（1982年）
    - 第3話「奥様族の密室殺人」 - バーテンダー
    - 第9話「車椅子の女」 - 松波
- 遠山の金さん 第1シリーズ　第3話 「女狐を追いつめろ!!」（1975年、NET / 東映） - 文次　※東晃声名義
- そば屋梅吉捕物帳（1979年 - 1980年、12ch / 国際放映） - 留吉
- 噂の刑事トミーとマツ（TBS / 大映テレビ）
  - 第1シリーズ
    - 第9話「トミマツのセメント詰め」（1979年）
    - 第28話「トミーびっくり、マツの変身」（1980年） - 大岩

  - 第2シリーズ 第19話「城ケ島の対決! トミマツVS凶悪軍団」（1982年） - 郵便局長
- 水戸黄門 （TBS / C.A.L）
  - 第12部 第12話「八兵衛身代り危機一髪 -徳島-」（1981年11月16日） - 京八
  - 第22部 第33話「格さんの親友は脱藩者 -白河-」（1993年12月27日） - 鳴海屋
  - 第23部 第8話「狙われた娘馬子 -善光寺-」（1994年9月19日） - 追分屋
  - 水戸黄門外伝 かげろう忍法帖（1995年）
    - 第4話「怨霊! 鎧武者」 - 灘屋
    - 第16話「悪を懲らした女たち」 - 千本鼻の仙蔵

  - 第24部（1996年）
    - 第20話「駕籠屋と消えた黄門様 -出雲-」 - 紅屋定五郎
    - 第36話「嫁を認めた天明茶釜 -佐野-」 - 関戸屋

  - 第25部 第9話「瞼の父は銭の虫 -吉野-」（1997年2月17日） - 門倉屋
  - 第26部 第4話「芝居で結んだ親子の絆 -三次-」（1998年3月2日） - 権兵衛
  - 第28部 第8話「始末屋泣かせる参勤交代 -浜松-」（2000年5月1日） - 久右衛門
  - 第29部 第20話「岸壁に祈る母 -柏崎-」（2001年8月13日） - 大黒屋玄兵衛
  - 第31部 第19話「アキ、小さな恋の港町 -三原-」（2003年3月3日） - 森川屋弥左衛門
  - 第34部 第19話「浪花女は銭の神様 -三春-」（2005年5月30日） - 北村屋甚六
  - 第35部 第18話「脱藩者は老公に瓜二つ -佐伯-」（2006年2月20日） - 徳田屋吉兵衛
  - 第36部 第13話「お江戸から来た凸凹家族 -萩-」（2006年10月30日） - 春木屋儀兵衛
  - 第37部 第3話「亭主参った嫁姑対決 -松井田-」（2007年4月3日） - 後藤屋宗兵衛
  - 第38部 第7話「味が命の人情包丁! -伊勢-」（2008年2月18日） - 海老屋正兵衛
  - 第39部 第3話「いずれが正義? 侍の魂 -箱根-」（2008年10月27日） - 黒石屋
- 大激闘マッドポリス'80 第1話「マフィアからの挑戦」（1980年、NTV / 東映）
- ザ・ハングマンシリーズ（ABC / 松竹芸能）
  - ザ・ハングマン 第50話「女催眠術師のウラを探れ」（1981年）
  - ザ・ハングマンV 第26話「アベック強盗が海外逃亡を夢見た!」（1986年） - バーのマスター
- 大河ドラマ（NHK）
  - おんな太閤記（1981年） - 酒井忠勝
  - 峠の群像（1982年） - 読売り
- 大江戸捜査網 （1981年、TX / 三船プロ）
  - 第485話「花嫁絶唱お父っつあんの唄」
  - 第513話「新隠密登場 謎の慶長大判」 - 太古堂
- 太陽戦隊サンバルカン 第41話「七化けドロンパ狸」（1981年、ANB / 東映） - 警官
- 特捜最前線（ANB）
  - 第229話「夜間中学殺人事件!」（1981年）
  - 第293話「木枯しの街で!」（1982年）
  - 第391話「遺留品ナンバー4号の謎!」（1984年）
  - 第417話「誘拐ルート・5時間の追跡!」（1985年）
- 西部警察 第124話「-木暮課長- 不死鳥の如く・今」（1982年、ANB / 石原プロ） - 密輸犯・岩川
- 大岡越前（TBS / C.A.L）
  - 第6部 第11話「江戸っ子駕籠」（1982年5月17日） - 六助
  - 第7部 第21話「母は天下の御意見番」（1983年9月12日） - 市造
  - 第10部 第22話「駕籠屋が見ていた真犯人」（1988年8月1日） - 権三
  - 第13部 第25話「大工と左官の意地比べ」（1993年5月3日） - 政右衛門
  - 第15部 第26話「帰って来た友情」（1999年3月15日） - 仁平 役
- ロボット8ちゃん 第35話「楽しくなければクイズじゃない!」（1982年、CX） - 竹林健二 役
- 土曜ワイド劇場（テレビ朝日）
  - 「天国と地獄の美女」（1982年）
  - 「松本清張の寒流」（1983年）
  - 「処刑教師」（1984年9月29日）
  - 「三陸海岸婚約旅行殺人事件」（1987年） - 畑野田祐造 役
  - 「温泉若おかみの旅情殺人推理5」（1996年） - 杉浦刑事 役
  - 「法医学教室の事件ファイル6」（1997年） - 三田
  - 「タクシードライバーの推理日誌9」（1998年） - 高見警部 役
  - 「法医学教室の事件ファイル13」（2001年） - 西島実 役
  - 「おばはん刑事!流石姫子8」（2003年） - 石堂隆一郎 役
  - 「50億を相続する女」（2003年） - 一ノ瀬刑事 役
  - 「家政婦は見た!23」（2004年） - 得丸三夫 役
  - 「法医学教室の事件ファイル23」（2006年） - はなぶさ弦楽器工房主人
  - 「弁護士・森江春策の事件」（2009年） - 元山一平 役
  - 「おとり捜査官・北見志穂14」（2010年） - 伊藤正造 役
- ザ・サスペンス（TBS）
  - 「殺意の肖像・ウーマンポリスが週刊誌の激写で脱いだ! そして殺された…」（1982年9月18日）
  - 「妻は告白する」（1983年4月） - 原田三郎 役
  - 「見栄講座に通う妻たち」（1984年9月）
- 意地悪ばあさん さよならスペシャル「天国と地獄の巻」（1982年、CX / テレパック） - 出前持ち
- 右門捕物帖（NTV / ユニオン映画）
  - 第3話「伝六と女祈祷師」（1982年）
  - 第14話「罠にはまった敬四郎」（1983年）
- 弐十手物語 第6話「売れ残り」（1984年、CX / 東映）
- 流れ星佐吉 第16話「一服盛って大掃除」（1984年、KTV / 松竹）
- スクール☆ウォーズ（1984年） - 丸茂良助
- 裸の大将 第16話「キヨシのおむすび縁むすび」（1985年、KTV / 東阪企画） - 旅館の主人
- 太陽にほえろ! 第643話「走れブルース」（1985年、NTV / 東宝） - 安田紀男
- 一休さん・喝!（1986年、TX / ジェイミック）
- 水曜ドラマスペシャル / 「それゆけ孔雀警視」（1987年、TBS）
- 月曜ドラマランド / 宇宙少女モルモ10分の1（1987年、CX）
- 火曜サスペンス劇場（NTV）
  - 「監察医・室生亜季子2」（1987年） - 中川警部 役
  - 「弁護士・高林鮎子11」（1993年） - 脇本刑事部長 役
  - 「警部補 佃次郎15」（2002年） - 桑島明 役
  - 「どうぞ安らかに3」（2003年） - 堂本刑事 役
- 暴れん坊将軍III 第29話「狙われた玉の輿!」（1988年、ANB / 東映） - 三太夫 役
- 夏の嵐（1989年、THK） - 山口部長 役
- はぐれ刑事純情派（1989年、ANB） - 小山田部長 役
- 美少女仮面ポワトリン 第25話 「てんぷら屋さんの町おこし」（1990年、CX） - てんぷら屋
- 銭形平次（CX） ※北大路欣也版
  - 第1シリーズ 第18話「ギヤマンの謎」（1991年） - 嘉兵衛 役
  - 第2シリーズ 第8話「幻の二万両」（1992年） - 西尾十内 役
  - 第3シリーズ 第3話「雪の夜」（1993年） - 万次郎 役
- それでも家を買いました 第4話「中古マンションいかがです？」（1991年5月10日、TBS）- 不動産屋 役
- 世にも奇妙な物語「仙人」（1991年9月5日、CX）
- 愛という名のもとに （1992年、CX） - 飯森英次 役
- 悪女（1992年、NTV / YTV）
- ホームワーク（1992年、TBS）
- 日産60周年記念スペシャル 「瀬戸内少年野球団」（1993年、CX）
- 月曜ドラマスペシャル（TBS）
  - 「十津川警部シリーズ」
    - 第5作（1994年） - 大林厳三 役
    - 第10作（1995年） - 池田信夫 役
    - 第25作（2002年） - 平井良造 役

  - 「早乙女千春の添乗報告書2」（1996年） - 影浦刑事 役
  - 「検視官江夏冬子 京都清水坂殺人事件」（1997年） - 島津清之助 役
  - 山村美紗サスペンス「小京都龍野殺人事件」（1997年9月1日）
  - 家庭欄記者・鍋嶋六郎2（2000年） - 谷山刑事 役
- お助け信兵衛 人情子守唄（1995年、NTV） - 差配 役
- 愛と罪と（1995年、CX）
- 七星闘神ガイファード（1996年、TX） - 慈明老師 役
- 金曜エンタテイメント（CX）
  - 「噂の女人情詐欺師 早苗とたまき・涙の事件簿1」（1996年） - 田原義男 役
  - 「美容エステ探偵1」（2000年） - 若林三造 役
  - 「浅見光彦シリーズ12 三洲吉良殺人事件」（2001年） - 戸谷満 役
  - 「壁ぎわ税務官 ライバル登場編」（2002年） - 情深専務 役
- ママまっしぐら! 第3シリーズ（2002年、TBS） - 東専務 役
- まんてん 第96回（2003年、NHK）
- 月曜ミステリー劇場（TBS）
  - 「駅前タクシー湯けむり事件案内2」（2004年）
  - 「ペットシッター沢口華子の事件簿2」（2004年） - 山本院長 役
  - 「探偵 左文字進9」（2004年） - 牧田
  - 「交通特別捜査係警部補・結城あかね」（2005年） - 鴻池孝之助 役
- 月曜ゴールデン
  - 「検事・沢木正夫2」（2006年） - 森島潤三 役
- 水曜ミステリー9（TX）
  - 「銀座高級クラブママVS熱海の老舗旅館女将」（2005年） - 加納一郎 役
  - 「刑事吉永誠一 涙の事件簿13」湖で拾った女（2016年1月6日） - 角田綱吉 役
- 金曜プレステージ（CX）
  - 「浅見光彦シリーズ31 喪われた道」（2008年）
  - 「浅見光彦シリーズ35 歌枕殺人事件」（2009年10月2日） -  横山刑事課長 役

### バラエティ
- たのきん全力投球!（TBS）
- ウッチャンナンチャンのやるならやらねば!（フジテレビ） - 「世にも微妙な物語」第二話「言霊」
- マジカル頭脳パワー!! / マジカルミステリー劇場 「カムバックに賭けた男」（1991年、NTV） - 下条博之
- コメディーお江戸でござる（NHK）
- 特選・ぶらり旅（テレビ東京）

### 映画
- 不良番長 王手飛車（1970年）
- 不良番長 出たとこ勝負（1970年）
- 新・男はつらいよ（1970年） - 職工  ※東光生名義
- セックス喜劇 鼻血ブー（1971年） - 紳士
- 唐獅子株式会社（1983年） - 医者
- パンツの穴（1984年） - 校長先生
- 夕ぐれ族（1984年） - 吉村公男
- バロー・ギャングBC（1985年） - 植村大二郎
- 竹取物語（1987年） - 村の長者
- 行き止まりの挽歌 ブレイクアウト（1988年） - 渡部刑事
- 妖女の時代（1988年） - 谷川次長
- 山田ババアに花束を（1990年） - 教頭先生
- 天河伝説殺人事件（1991年） - 福本幸吉
- 雷電（1994年） - 伊東刑事
- 四十七人の刺客（1994年） - 秋元但馬守
- 武闘派刑事 銀座警察（1994年） - 金子
- 武闘派刑事2 HEART CRASH（1995年） - 金子
- 嗚呼!!花の応援団（1996年） - 御手洗
- MUSASHI 外伝 ヤングムサシの秘密に迫る（1996年） - 里長
- 平成金融道 裁き人（1999年） - 吉岡
- 借王 ナニワ相場師伝説（1999年） - 大阪府議会議員 石丸健介
- NAGISA（2000年） - 電器屋の主人
- それでもヤクザはやってくる（2007年） - 杉山
- ポチの告白（2009年） - 三枝
- スパルタの海（2011年〈元々は1983年予定〉） - 沢達郎
- ゼウスの法廷（2014年） - 飯塚判事
- 陽光桜-YOKO THE CHERRY BLOSSOM-（2015年） - 佐伯町議会議員

### オリジナルビデオ
- 世紀末博狼伝サガ（1997年）
- 新・男樹（2000年） - 寺坂清蔵
- 新・日本の首領（2005年） - 田川組組長 田川競

### 舞台
- うめだ花月「吉本新喜劇」
  - 1987年7月下席『帰って来て母ちゃん』
- 毒薬と老女 劇団泉屋 浅草フランス座
- 舟木一夫公演
  - 2004年『殿さま弥次喜多』 - 紀州家家老・堀田帯刀
  - 2004年『狐の呉れた赤ん坊 ちゃんの肩ぐるま』 - 甚平衛
  - 2009年『浮浪雲』
  - 2012年『浮浪雲 新作』
- 小林幸子公演
  - 1991年『女ねずみ小僧』
  - 1999年『出雲の阿国』
  - 2011年『旅館華村 若女将』
- 森進一公演
  - 1997年『愛果てしなく』
  - 2001年『坊ちゃん』
- コロッケ公演
  - 2005年『林家三平物語』

### CM
- IBM
- ヤマハ・メイト
- 立川ブラインド工業

### テレビアニメ
- 鉄腕アトム (アニメ第1作)（1963年）※東光生名義
- 仙人部落（1963年）※東光生名義
- ドキドキ♡伝説 魔法陣グルグル（2000年、ガタリ）
- ルパン三世 アルカトラズコネクション（2001年、ミラー[4]）

### 人形劇
- ネコジャラ市の11人（ヘルス・センター）

### 吹き替え
- 海底大戦争 スティングレイ
  - 無敵戦艦ケチラス号（大臣）
  - コロッコ共和国（大臣）
- 猟奇的な彼女（キョヌの父）

### ラジオ番組
- いでみつ元の土曜日一番のり!（ニッポン放送）
- 伊東四朗のあっぱれ土曜ワイド（文化放送）